# Exoprosopa rubescens
Exoprosopa rubescens är en tvåvingeart som beskrevs av Mario Bezzi 1924. Exoprosopa rubescens ingår i släktet Exoprosopa och familjen svävflugor. Inga underarter finns listade i Catalogue of Life.